# Memorial Cup 2017
Der Memorial Cup 2017 war die 99. Ausgabe des gleichnamigen Turniers, des Finalturniers der Canadian Hockey League. Teilnehmende Mannschaften waren als Meister ihrer jeweiligen Ligen die Erie Otters (Ontario Hockey League), die Saint John Sea Dogs (Ligue de hockey junior majeur du Québec) und die Seattle Thunderbirds (Western Hockey League). Die Windsor Spitfires aus der Ontario Hockey League waren als Gastgeber automatisch qualifiziert. Das Turnier fand vom 19. bis 28. Mai im WFCU Centre in Windsor, Ontario statt.
Die gastgebenden Windsor Spitfires gewannen mit ihrem Finalsieg über die Erie Otters ihren dritten Memorial Cup.

## Ergebnisse

### Gruppenphase
| 19. Mai 2017 19:00 Uhr (Ortszeit) | Windsor Spitfires Jeremiah Addison (4:07) Jeremy Bracco (21:43) Aaron Luchuk (55:12) | 3:2 (1:0, 1:0, 1:2) Spielbericht | Saint John Sea Dogs Thomas Chabot (42:46) Nathan Noel (43:10) | WFCU Centre, Windsor, Ontario Zuschauer: 5.926 |

| 20. Mai 2017 15:00 Uhr | Seattle Thunderbirds Scott Eansor (29:01) Austin Strand (39:07) | 2:4 (0:0, 2:2, 0:2) Spielbericht | Erie Otters Alex DeBrincat (25:40) Jordan Sambrook (37:59) Dylan Strome (41:36) Christian Girhiny (58:41) | WFCU Centre, Windsor, Ontario Zuschauer: 5.259 |

| 21. Mai 2017 19:00 Uhr | Seattle Thunderbirds Keegan Kolesar (33:34) | 1:7 (0:3, 1:1, 0:3) Spielbericht | Windsor Spitfires Graham Knott (4:48) Julius Nättinen (5:09) Logan Brown (5:26) Julius Nättinen (38:24) Graham Knott (40:33) Jeremiah Addison (43:48) Jeremy Bracco (53:07) | WFCU Centre, Windsor, Ontario Zuschauer: 5.237 |

| 22. Mai 2017 19:00 Uhr | Saint John Sea Dogs Cedric Paré (5:43) Mathieu Joseph (13:32) Spencer Smallman (37:52) Cedric Paré (54:29) Julien Gauthier (55:22) | 5:12 (2:5, 1:4, 2:3) Spielbericht | Erie Otters Taylor Raddysh (1:06) Darren Raddysh (6:40) Kyle Maksimovich (8:33) Dylan Strome (10:11) Anthony Cirelli (16:27) Taylor Raddysh (26:46) Dylan Strome (28:26) Alex DeBrincat (38:47) Darren Raddysh (39:52) Ivan Lodnia (40:22) Dylan Strome (45:32) Dylan Strome (53:20) | WFCU Centre, Windsor, Ontario Zuschauer: 5.114 |

| 23. Mai 2017 19:00 Uhr | Saint John Sea Dogs Joe Veleno (21:14) Chase Stewart (34:04) Mathieu Joseph (34:19) Spencer Smallman (34:57) Cole Reginato (36:29) Bokondji Imama (37:13) Joe Veleno (46:21) | 7:0 (0:0, 6:0, 1:0) Spielbericht | Seattle Thunderbirds | WFCU Centre, Windsor, Ontario Zuschauer: 5.062 |

| 24. Mai 2017 19:00 Uhr | Erie Otters Kyle Maksimovich (48:10) Taylor Raddysh (57:34) | 2:4 (0:2, 0:1, 2:1) Spielbericht | Windsor Spitfires Jeremiah Addison (5:50) Jeremiah Addison (15:28) Michail Sergatschow (20:43) Jeremiah Addison (53:31) | WFCU Centre, Windsor, Ontario Zuschauer: 6.136 |

### Abschlusstabelle
Abkürzungen: Pl. = Platz, Sp. = Spiele, S = Siege, N = Niederlagen, Pkt. = Punkte, Diff. = Tordifferenz

Erläuterungen: Qualifiziert für das Finale, Qualifiziert für das Halbfinale
| Pl. |                                                               | Sp. | S | N | Pkt. | Tore  | Diff. |
| 1.  | Windsor Spitfires (Gastgeber; Ontario Hockey League)          | 3   | 3 | 0 | 6    | 14:05 | +9    |
| 2.  | Erie Otters (Ontario Hockey League)                           | 3   | 2 | 1 | 4    | 18:11 | +7    |
| 3.  | Saint John Sea Dogs (Ligue de hockey junior majeur du Québec) | 3   | 1 | 2 | 2    | 14:15 | –1    |
| 4.  | Seattle Thunderbirds (Western Hockey League)                  | 3   | 0 | 3 | 0    | 03:18 | –15   |

### Halbfinale
| 26. Mai 2017 19:00 Uhr | Erie Otters Darren Raddysh (9:56) Taylor Raddysh (30:57) Dylan Strome (42:38) German Poddubny (43:45) Taylor Raddysh (52:31) Warren Foegele (59:26) | 6:3 (1:1, 1:1, 4:1) Spielbericht | Saint John Sea Dogs Joe Veleno (14:10) Julien Gauthier (39:18) Thomas Chabot (56:28) | WFCU Centre, Windsor, Ontario Zuschauer: 5.410 |

### Finale
| 28. Mai 2017 19:00 Uhr | Windsor Spitfires Jeremy Bracco (16:07) Logan Stanley (26:27) Graham Knott (34:53) Aaron Luchuk (45:07) | 4:3 (1:1, 2:2, 1:0) Spielbericht | Erie Otters Dylan Strome (16:55) Warren Foegele (25:35) T. J. Fergus (32:41) | WFCU Centre, Windsor, Ontario Zuschauer: 6.519 |

### Memorial-Cup-Sieger
| Memorial-Cup-Sieger Windsor Spitfires | Torhüter: Brock Baier, Mario Culina, Michael DiPietro Verteidiger: Jalen Chatfield, Connor Corcoran, Sean Day, Austin McEneny, Tyler Nother, Daniel Robertson, Michail Sergatschow, Logan Stanley Angreifer: Jeremiah Addison, Tyler Angle, Luke Boka, Jeremy Bracco, Logan Brown, Cristiano DiGiacinto, Graham Knott, Adam Laishram, Aaron Luchuk, Hayden McCool, Julius Nättinen, Chris Playfair, Cole Purboo, Gabriel Vilardi Cheftrainer: Rocky Thompson |

## Statistiken

### Beste Scorer
Abkürzungen: GP = Spiele, G = Tore, A = Assists, Pts = Punkte, +/− = Plus/Minus, PIM = Strafminuten; Fett: Bestwert
| Spieler          | Team                | GP | G | A | Pts | +/− | PIM |
| ---------------- | ------------------- | -- | - | - | --- | --- | --- |
| Dylan Strome     | Erie Otters         | 5  | 7 | 4 | 11  | +3  | 8   |
| Taylor Raddysh   | Erie Otters         | 5  | 5 | 6 | 11  | +2  | 0   |
| Alex DeBrincat   | Erie Otters         | 5  | 2 | 8 | 10  | +2  | 2   |
| Jeremy Bracco    | Windsor Spitfires   | 4  | 3 | 5 | 8   | +5  | 2   |
| Darren Raddysh   | Erie Otters         | 5  | 3 | 5 | 8   | +5  | 0   |
| Anthony Cirelli  | Erie Otters         | 5  | 1 | 7 | 8   | +2  | 0   |
| Warren Foegele   | Erie Otters         | 5  | 2 | 5 | 7   | +1  | 4   |
| Gabriel Vilardi  | Windsor Spitfires   | 4  | 0 | 7 | 7   | +2  | 0   |
| Jeremiah Addison | London Knights      | 4  | 5 | 1 | 6   | +3  | 2   |
| Julien Gauthier  | Saint John Sea Dogs | 4  | 2 | 4 | 6   | +3  | 0   |

### Beste Torhüter
Abkürzungen: GP = Spiele, Min = Eiszeit (in Minuten), W = Siege, L = Niederlagen, OTL = Overtime/Shootout-Niederlagen, GA = Gegentore, SO = Shutouts, Sv% = gehaltene Schüsse (in %), GAA = Gegentorschnitt; Fett: Bestwert; Sortiert nach Gegentorschnitt.

| Spieler          | Team                | GP | Min | W | L | OTL | GA | SO | Sv%  | GAA  |
| ---------------- | ------------------- | -- | --- | - | - | --- | -- | -- | ---- | ---- |
| Michael DiPietro | Windsor Spitfires   | 4  | 240 | 4 | 0 | 0   | 8  | 0  | 93,2 | 2,00 |
| Troy Timpano     | Erie Otters         | 5  | 295 | 3 | 2 | 0   | 18 | 0  | 83,2 | 3,66 |
| Callum Booth     | Saint John Sea Dogs | 4  | 192 | 1 | 2 | 0   | 13 | 1  | 87,5 | 4,06 |

## Auszeichnungen

### Spielertrophäen
| Auszeichnung                                           | Spieler          | Team              |
| ------------------------------------------------------ | ---------------- | ----------------- |
| Stafford Smythe Memorial Trophy (Wertvollster Spieler) | Dylan Strome     | Erie Otters       |
| Ed Chynoweth Trophy (Bester Scorer)                    | Dylan Strome     | Erie Otters       |
| George Parsons Trophy (Fairster Spieler)               | Anthony Cirelli  | Erie Otters       |
| Hap Emms Memorial Trophy (Bester Torhüter)             | Michael DiPietro | Windsor Spitfires |

### All-Star-Team
| Angriff:      | Alex DeBrincat – Taylor Raddysh – Gabriel Vilardi |
| Verteidigung: | Darren Raddysh – Michail Sergatschow              |
| Tor:          | Michael DiPietro                                  |